# Jean Guiart
Pour les articles homonymes, voir Guiart.

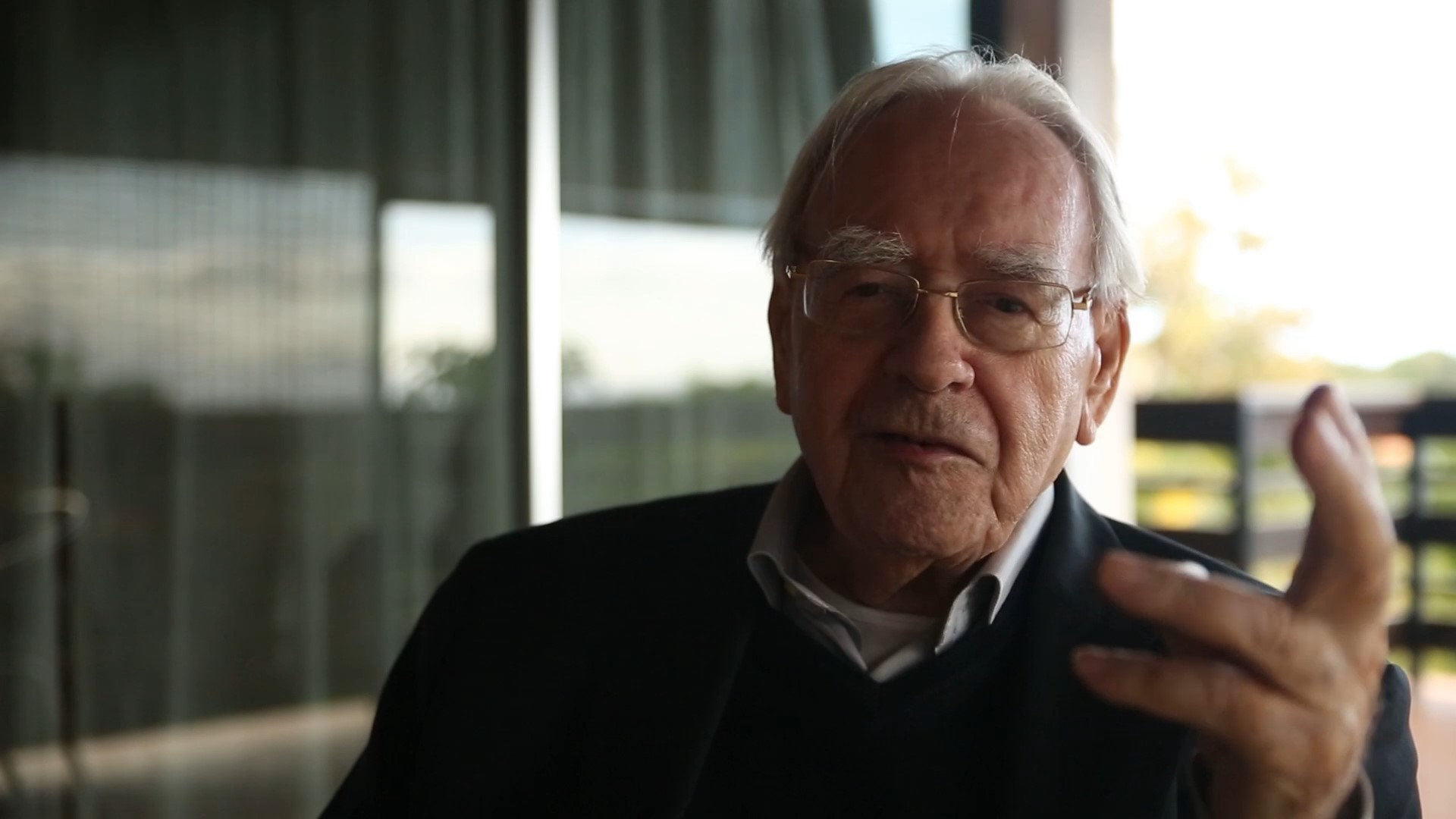
Jean Guiart chez lui au Lotus à Punaauia

Jean Guiart (22 juillet 1925, Lyon —et mort le 4 août 2019, Punaauia (Tahiti), est un anthropologue et ethnologue français spécialiste de la Mélanésie.

## Famille
Son père, Jules Guiart, est professeur de parasitologie et d'histoire naturelle médicale, et son grand-père professeur spécialisé en psychiatrie. Son grand-oncle, le professeur Charles Bouchard, était directeur de la médecine au ministère de l'instruction publique. Son autre grand-oncle, sir Marc Armand Ruffer était Chief medical officer for the Near East établi en Égypte.[réf. nécessaire]
Son père était d'une lignée d'officiers de santé de père en fils. Sa mère, Hélène Pierret, était d'une famille de médecins et de banquiers établis en Angleterre, en France et en Allemagne et dont la racine était en Silésie. La famille est ainsi traditionnellement trilingue, parlant français, anglais et allemand.[réf. nécessaire]
À seize ans, Jean Guiart joue un rôle mineur dans la résistance, confectionnant de faux papiers pour des familles juives et pour les réfractaires au STO, le service du travail obligatoire en Allemagne. Sa connaissance de l'allemand lui permet d'échapper à une arrestation par la Gestapo au printemps 1943 dans un train entre Lyon et Valence[réf. nécessaire].

## Biographie

### Études
Né à Lyon, il y étudie au Lycée Ampère, puis à Paris. Après un semestre pendant l'hiver 1943-1944 au Séminaire de la Faculté de théologie protestante de Paris où les étudiants sont trop vichystes à son goût, il se concentre sur une licence libre (sociologie, avec mention bien et une dissertation sur Marx, en pleine guerre ; psychologie, mention esthétique ; histoire des religions, avec une dissertation sur le mana ; ethnologie, mention sciences).
Il suit l'enseignement de Maurice Leenhardt à la 5e section, Sciences religieuses, de l'École pratique des hautes études. En 1944, il est embauché par le Musée de l'homme pour faire un inventaire de ses collections, aux côtés d'autres étudiants. Il y côtoie les membres du Centre d'études océaniennes du musée de l'homme, dont les réunions sont interdites par la Gestapo.

### Premiers terrains ethnologiques
En juillet 1947, il obtient un diplôme de langues océaniennes de l’École nationale des langues orientales vivantes en étudiant le houaïlou (ajië), langue kanak. En 1947, il part avec sa famille en Nouvelle-Calédonie à l'initiative de Maurice Leenhardt, travaillant au nouvel Institut Français d'Océanie. Leenhardt l'envoie faire une étude de terrain à Ouvéa. Jean Guiart est le premier étudiant ethnologue à partir en Océanie, ce qui « favoris[e] sa rapide ascension au sein des chercheurs en sciences humaines océaniennes ». Les « soutiens de poids » de Maurice Leenhardt et Paul Rivet l'aident à démarrer sa carrière, au détriment d'autres collègues comme Françoise Girard.
En 1948, Jean Guiart obtient un diplôme d'ethnologie coloniale à l'ORSTOM. Il passe plusieurs mois à Malekula aux Nouvelles-Hébrides (actuel Vanuatu) en 1951, où il étudie les populations Big Nambas, qui à cette époque « font fantasmer le monde des Océanistes ». Ses travaux font l'objet d'articles publiés dans le Journal de la Société des Océanistes. Embauché par l'Institut Français d'Océanie, Guiart travaille pendant une dizaine d'années en Nouvelle-Calédonie. Il devient secrétaire général de la Société des études mélanésiennes.
Jean Guiart obtient en 1954 un diplôme de l'EPHE 5e section pour son travail sur Tanna (île du Vanuatu), en particulier le culte du cargo. Il travaille avec les autorités coloniales du condominium des Nouvelles-Hébrides, et s'implique également dans la politique en Nouvelle-Calédonie. Il effectue ainsi un voyage à Espiritu Santo pour le gouvernement du condominium en 1954.
Il devient directeur d’études à l’École pratique des hautes études à la fin des années 1950.
La thèse de doctorat vient plus tard, ancienne formule, avec une grande thèse portant sur la structure de la chefferie en Mélanésie du Sud et une petite thèse sur la mythologie du masque en Nouvelle-Calédonie. Le jury comprend Raymond Aron, Claude Lévi-Strauss, Georges Balandier, André Leroi-Gourhan, Henri Bastide et Raymond Firth de la London School of Economics à Londres. Ses Saints-Patrons[Quoi ?] assumés sont Maurice Leenhardt et Claude Lévi-Strauss (2013:275)[Quoi ?].[réf. nécessaire]

### Carrière
Jean Guiart est un spécialiste des arts et des religions de l'Océanie, en particulier ceux de Nouvelle-Calédonie (Kanak) et du Vanuatu. Il a fait une importante contribution à l'étude des prophétismes et millénarismes mélanésiens d'avant et d'après guerre, faussement connus sous le nom de culte du cargo. Il met en évidence la rationalité de comportements pré-nationalistes. Il travaille en Nouvelle-Calédonie, aux îles Loyauté, au Vanuatu (Ambrym, Malekula, Tanna, Espiritu Santo, Éfaté et Îles Shepherd). Il pratique l'observation silencieuse s'ajoutant aux techniques de terrain classiques. Il est le seul anthropologue français travaillant sur la région à avoir relevé, à la planchette, parcelle par parcelle, les systèmes de tenure foncière. Le seul aussi à être passé de l'enregistrement de quelques généalogies à celui de mettre sur pied des couvertures généalogiques prenant en compte la totalité de la population d'un ensemble social cohérent, bien au-delà de l'échelle du village. Sa formation linguistique tient à André-Georges Haudricourt, à un moment interdit d'enseignement à la Sorbonne et qui officiait alors dans un sous-sol de la Cité Universitaire. Sa formation anthropologique est due à Maurice Leenhardt, le successeur de Marcel Mauss à la Ve section, sciences religieuses, de l’École Pratique des Hautes Études, le prédécesseur de Claude Lévi-Strauss. Ce dernier l'introduit à la vie académique en le faisant élire à une direction d'études de religions du Pacifique à cette même section de l'EPHE.[réf. nécessaire]
Il est directeur d'Études à l'École pratique des hautes études, professeur d'ethnologie générale à la Sorbonne (1968-1973) où il succède à André Leroi-Gourhan. Il dirige l'Unité d'enseignement et de recherches de sciences sociales à la Sorbonne de 1969 à 1973, réorganisant l'enseignement de ce qui correspondait à la licence et obtenant la fin de la contestation constante du système qu'il était en train de libéraliser empiriquement tout en installant l'autorité de la fonction professorale sur une fondation plus solide. Il est, en 1968, le seul enseignant de rang magistral à être tous les jours à son poste à la Sorbonne, protégeant, par sa présence, les locaux et les collections d'ouvrages précieux du pillage. De 1973 à 1988, professeur d'ethnologie au Muséum national d'histoire naturelle et directeur du laboratoire d'ethnologie du Musée de l'Homme, où il met sur pied une nouvelle politique d'expositions, aussi bien à Paris qu'en Province, et commence la réfection des galeries publiques en expérimentant de nouveaux moyens de présentation et en rationalisant les commentaires offerts au public. Parallèlement, il constitue les collections océaniennes, par des achats sur le terrain et donc à bon compte pour la puissance publique, et sur le marché international, en même temps que par des arrêts en douane sélectifs, ayant recours à des crédits mis à sa disposition par André Malraux et ses successeurs au ministère de la Culture, et avec l'appui actif de Claude Lévi-Strauss et de Georges-Henri Rivière. Ces artefacts font de nos jours  partie de la collection du musée des arts premiers du quai Branly.[réf. nécessaire]
Il s'intéresse de près au lien entre l'ethnologie et l'archéologie, ayant, sur la proposition d'André Leroi-Gourhan, recruté José Garanger pour un programme de fouilles en liaison avec la tradition orale (au lieu de fouiller seulement les sites côtiers apparents du fait de « kjoekenmoedings » ou escargotières, tas de détritus composé pour l'essentiel de coquillages. Il lui demande, d'une part de faire prendre les décisions de fouilles par les insulaires intéressés eux-mêmes, maîtres des sites, et de ne travailler sur les sites qu'avec les descendants ayant seuls le droit traditionnel d'y toucher, au lieu d'amener de la main d'œuvre extérieure, ce qui peut provoquer la colère des ayants droit. José Garanger accepte facilement ces conditions et s'y conforme, ce qui assure sa réputation internationale. Il est le premier archéologue à avoir agi ainsi, en contradiction avec l'archéologie anglo-saxonne, qui fouillait le plus souvent sans demander l'autorisation aux groupes de descendance maîtres des sites, et qui, en Nouvelle-Zélande, avait réussi à provoquer la colère des communautés maories.[réf. nécessaire]

### Retraite
Après sa retraite, il réside à Nouméa en Nouvelle-Calédonie, puis à Tahiti, et en 1997, il fonde sa propre société d'édition à Noumea, Le Rocher-à-la-Voile, bientôt suivie d'une deuxième structure en Polynésie, Te Pito o te fenua. Il se met alors à publier frénétiquement, puis crée Connexions, sa propre revue qu'il anime jusqu'à sa fin de vie. Connexions publie principalement ses propres textes, mais reçoit aussi des contributions d'auteurs du Pacifique tels que Denise et Robert Koenig, Henri Theureau, Michel Lhomme, Jean-Noël Chrisment, Andreas Dettloff, Riccardo Pineri, Clothilde Goché-Monville, Jonathan Bougard, Alain Saussol, Jean-Christophe Teva Shigetomi, Nidoish Naisseline, Anna Raapoto, etc.[réf. nécessaire]

## Vie privée
En 1947, à 22 ans, Jean Guiart part avec sa femme et ses deux enfants en Nouvelle-Calédonie.  Alors jeune chercheur à Nouméa, il rencontre sa future femme, Joséphine Pawé Wahnyamala, originaire de l'île de Lifou. Il divorce de sa femme pour se remarier avec Wahnyamala. Lorsqu'il veut présenter sa fiancée à son directeur, celui-ci lui dit : « Vous voulez épouser une Noire ? Est-ce que vous vous rendez compte que cela risque de ruiner votre carrière ? » et l'administration veut l'envoyer en Afrique. Choqué par cette réaction, il déclare en 1974 : « Mon directeur était un raciste. Comme c'était un authentique savant, sa position était absurde : comment peut-on empêcher un anthropologue d'épouser une femme d'une autre race que la sienne ? Mais le préjugé a la vie dure car, même actuellement, il n'y a pas plus d'un pour cent d'entre nous marié avec une femme de race différente, alors que nous devrions être cinquante pour cent. ».

## Ouvrages
- Un siècle et demi de contacts culturels à Tanna, Nouvelles-Hébrides, ORSTOM & Publications de la Société des Océanistes no 5, Paris, 1956,
- Espiritu Santo, Plon, L’Homme, Cahiers d’Ethnologie, de Géographie et de Linguistique n¨2, Paris, 1958,
- Le voyage au pays des morts. Le pays des morts selon les premiers pères [article], tensions entre Belep et Nenema, Paris, EPHE, N°75, 1962, article pp. 3-29,
- Les Religions de l’Océanie, Presses universitaires de France, Paris, 1962,
- Structure de la chefferie en Mélanésie du Sud, Institut d’Ethnologie de l’Université de Paris, Paris, 1963,
- Océanie, L’Univers des Formes, Gallimard, Paris, 1963,
- La Mythologie du Masque en Nouvelle-Calédonie, Publications de la Société des Océanistes no 18, Paris,
- Clefs pour l’ethnologie, Seghers, Paris, 1971, 268 p., 17 fig., 4 tableaux,
- Jullien, Charles André & Guiart, Jean, Histoire de l’Océanie, Encyclopédie : Que Sais-je ?, Presses universitaires de France, Paris, 1971,
- Espirat, Jean-Jacques ; Guiart, J. ; Lagrange, Marie-Salomé & Renaud, Monique,  Système des titres dans les Nouvelles Hébrides Centrales, d’Efate aux Iles Shepherds, Institut d’Ethnologie, Paris, 1973,
- (de) Ozeanien, Kunst der Naturvölker, Propyläen Kunstgeschichte, édité par Elsy Leuzinger, Propyläen Verlag, Berlin 1978,
- La Terre est le Sang des Morts, Éditions Anthropos, Paris, 1983,
- Structure de la Chefferie en Mélanésie du Sud, Institut d’Ethnologie, Paris, 1992 2e édition réécrite et complétée,
- Bwesou Eurijisi.Le premier écrivain canaque, Le Rocher-à-la-Voile, Nouméa, 1998,  rééd.
- Les Canaques devant l’économie de marché, Le Rocher-à-la-Voile, Nouméa, 1998, rééd.
- Autour du rocher d’Até. Les effets de la résistance canaque sur l’axe Koné-Tiwaka, Le Rocher-à-la-Voile, Nouméa, 1998,
- Heurs et malheurs du pays de Numea, ou le péché originel, Le Rocher-à-la-Voile, Nouméa, 1999,
- Découverte de l’Océanie.I.Connaissance des îles, Le Rocher -à-la-Voile, Nouméa, 2000, en coédition avec les éditions Haere Po.
- Sociétés mélanésiennes : Idées fausses, idées vraies, Le Rocher-à-la-Voile, Nouméa, 2001, (la couverture porte Sociétés canaques),
- Et le masque sortit de la mer, Les pays canaques anciens, de Hienghène à Voh, Gomèn et Koumac, Le Rocher-à-la-Voile, Nouméa, 2002,
- J.Guiart (présentés par), Les Cahiers de Théodore Braïno Kaahwa, Le Rocher-à-la-Voile, Nouméa, 2002,
- Découverte de l’Océanie II.Connaissance des Hommes, Le Rocher-à-la-Voile, Nouméa, 2003, 362 p. (en coédition avec les éditions Haere Po
- Maurice Leenhardt, le lien d'un homme avec un peuple qui ne voulait pas mourir, Le Rocher-à-la̠-Voile, Nouméa, 2003,
- Ça plait ou ça ne plait pas, Éléments de bibliographie critique - I, Le Rocher-à-la-Voile, Nouméa, 2004,
- Ça plait ou ça ne plait pas, Éléments de bibliographie critique - II, Le Rocher-à-la-Voile, Nouméa, 2004,
- L’enfer expatrié, Réflexion sur la guerre dans le Pacifique Sud (1941-1945), Le Rocher-à-la-Voile et les Éditions du Cagou, Nouméa, 2005,
- Les réseaux d’identification partagée, une clé de la société canaque, Le Rocher-à-la-Voile et les Éditions du Cagou, Nouméa, 2005,
- Mon Dieu là haut, la tête en bas ! Introduction à la connaissance des cultures océaniennes, I. Les pionniers, Le Rocher-à-la-Voile et les Éditions du Cagou, Nouméa, 2006a,
- Variations sur les Arts Premiers I.La manipulation, Le Rocher-à-la-Voile, Nouméa, 2006b, 279 p.,
- Mon Dieu là haut, la tête en bas.L’Ethnologie dans le Pacifique I.Les Anciens, Le Rocher-à-la-Voile et les Éditions Haere Po no Tahiti, Nouméa et Pape’et, 2006c,
- La Terre qui s’enfuit. Les pays canaques anciens de La Foa à Kouaoua, Moindou et Bourail, Le Rocher-à-la-Voile, Nouméa, 2010,
- Ça plait ou ça ne plait pas, Éléments de bibliographie critique - III, Le Rocher-à-la-Voile, Nouméa, 2010,
- Jules Calimbre, Chronique de trois femmes et de trois maisons, Le Rocher-à-la-Voile et les Éditions du Cagou, Nouméa, 2010,  rééd.,
- Adieu Calédonie, ou le jeu de go d’un colonel kanak, roman d’anticipation, Le Rocher-à-la-Voile, Nouméa, 2011.
- On a perdu, une perle noire et deux cadavres, roman policier, Le Rocher-à-la-Voile, Nouméa et Papeete, 2011.
- Malekula, l’explosion culturelle, Le Rocher-à-la-Voile, Nouméa et Papeete, 2011.
- Return to Paradise. Les dossiers oubliés : le fardeau de l'homme blanc, Le Rocher-à-la-Voile, Nouméa, 2011,
- Un royaume canaque dans les nuages, La Tierra Austrialia del Espiritu Santo, Le Rocher à la Voile, Nouméa et Pape'ete, 2012,
- Agir à contre-emploi (Chronique d'une vie en zigzags), Le Rocher à la Voile, Nouméa et Pape'ete, 2013,
- Précis de la méthode en Anthropologie sociale, Te Pito o te Fuena, Pape'ete, 2015